# Synagoge (Bad Kreuznach)
Die Synagoge in Bad Kreuznach, einer Stadt in Rheinland-Pfalz, wurde 2002 eingeweiht.

## Geschichte
Ursprünglich war die Synagoge eine amerikanische Kapelle, die 2001/02 zur Synagoge umgebaut wurde. 480.000 Euro wurden benötigt, um die Kapelle zu kaufen und umzubauen. Christliche Kirchen in der Region Rhein-Hunsrück-Nahe im Bistum Trier und im Evangelischen Kirchenkreis an Nahe und Glan spendeten. Auch die Landesregierung trug zur Finanzierung bei. Die Synagoge wurde am Freitag, dem 20. September 2002 durch Rabbiner Joseph Harety eingeweiht.

## Beschreibung

### Außen

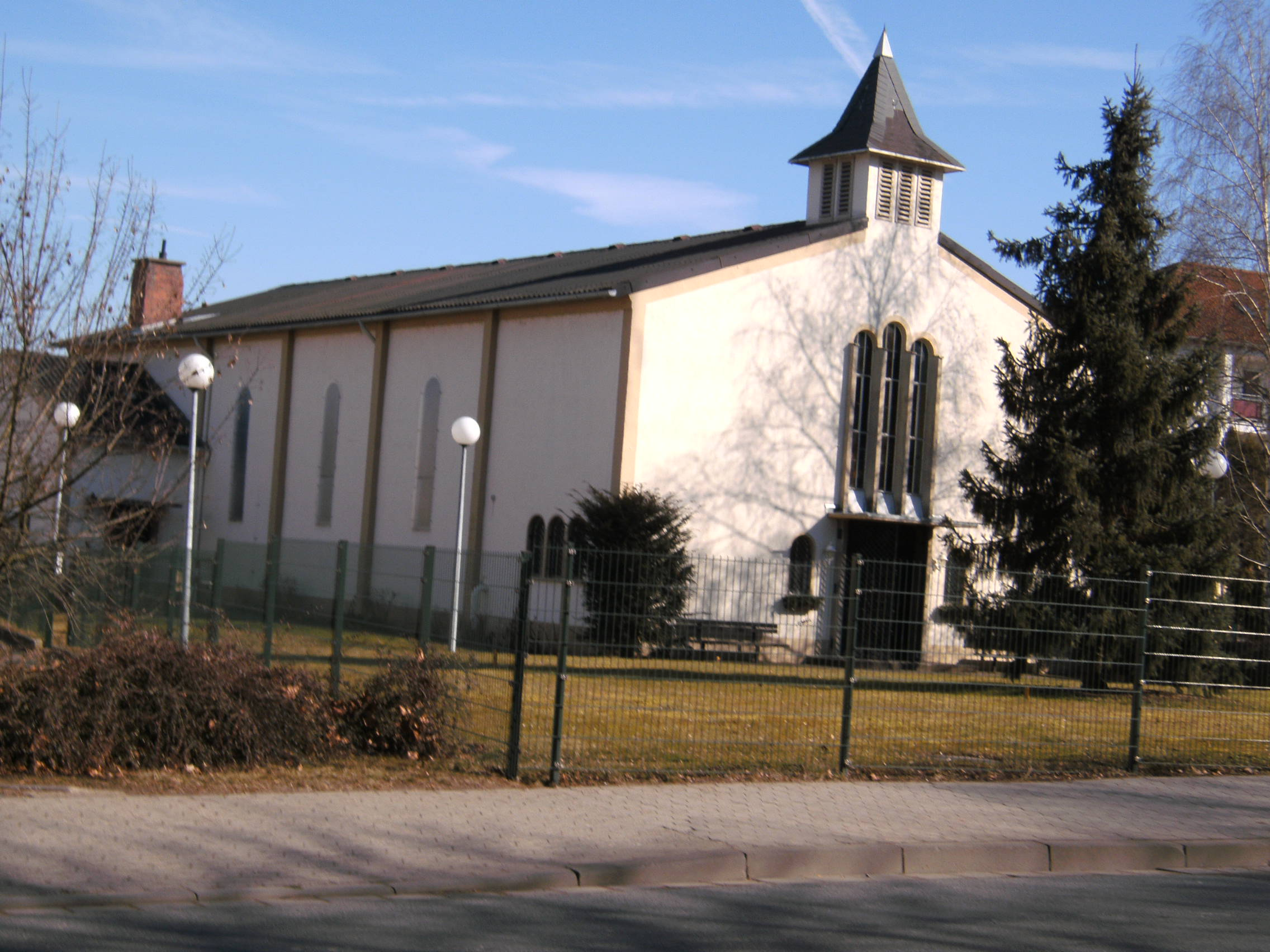
Die Synagoge im Jahr 2009

Die Fassade hat eine besonders betonte Mittelachse. In der Mittelachse unten befindet sich ein rechteckiges Portal, darüber ein  gestaffeltes Drillingsfenster, das durch flache Wandvorlagen gerahmt und gegliedert wird. Das Drillingsfenster wird von einem Dachreiter gekrönt, der genauso breit wie die Fenstergruppe ist.

### Innen

„Höre Israel!Adonai (Synonym) ist unser Gott; Adonai ist der Einzige.“

In der Ostwand befindet sich die Apsis mit dem Aron Ha-Kodesch. Die Apsis zeigt einen Sternenhimmel.
Der hölzerne Aaron HaKodesh zeigt einen rundbogigen Abschluss; auf dem Bogen die beiden Gesetzestafeln, davor das Ner Tamid. Der Schrein hat einen blauen Vorhang mit einer aufwändigen Stickerei: Diese zeigt die beiden mosaischen Gesetzestafeln zwischen zwei Säulen mit aufrecht stehenden Löwen darüber eine Krone. Der Schrein wird von zwei Menorot flankiert. Auf dem Torbogen über der Apsis steht das Schma Jisrael:
"שְׁמַע    יִשְׂרָאֵל    יְהֹוָה    אֱלֹהֵינוּ    יְהֹוָה    אֶחָד"